# كأس ألبانيا 1971–72
كأس ألبانيا 1971–72 (بالألبانية: Kupa e Republikës 1971-72‏) هو موسم من كأس ألبانيا. أشرف على تنظيمه اتحاد ألبانيا لكرة القدم، وفاز فيه نادي فلازنيا شكودر.